# Maciço do Monte Branco
O Maciço do Monte Branco (em francês:  Massif du Mont-Blanc, em italiano:  Massiccio del Monte Bianco) é um grupo de montanhas  dos Alpes Ocidentais, grupo dos Alpes Graios,  situado entre o Vale de Aosta , na Itália, os Ródano-Alpes, na França e o Valais, na Suíça, onde se eleva o mais alto cume da Europa Ocidental, que culmina a  4.810,45 m.

## Picos
Os picos míticos do Maciço e / ou os 4000 dos Alpes, ou os presentes na imagem junta.

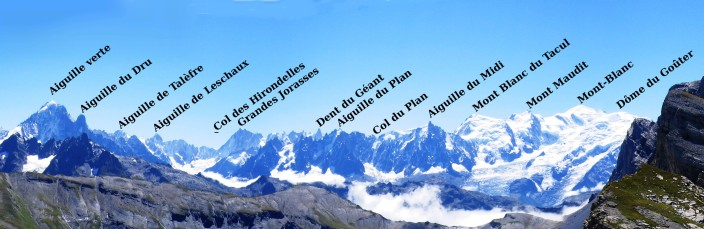
Montes da lista junta assinalados com *

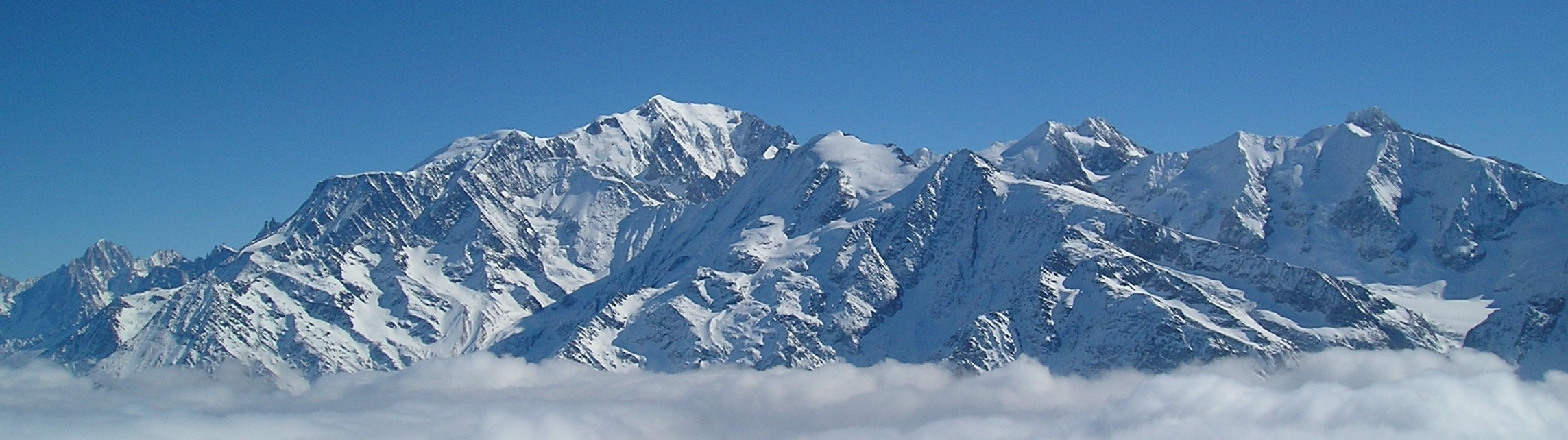
O Maciço do Monte Branco visto do lado de Chamonix

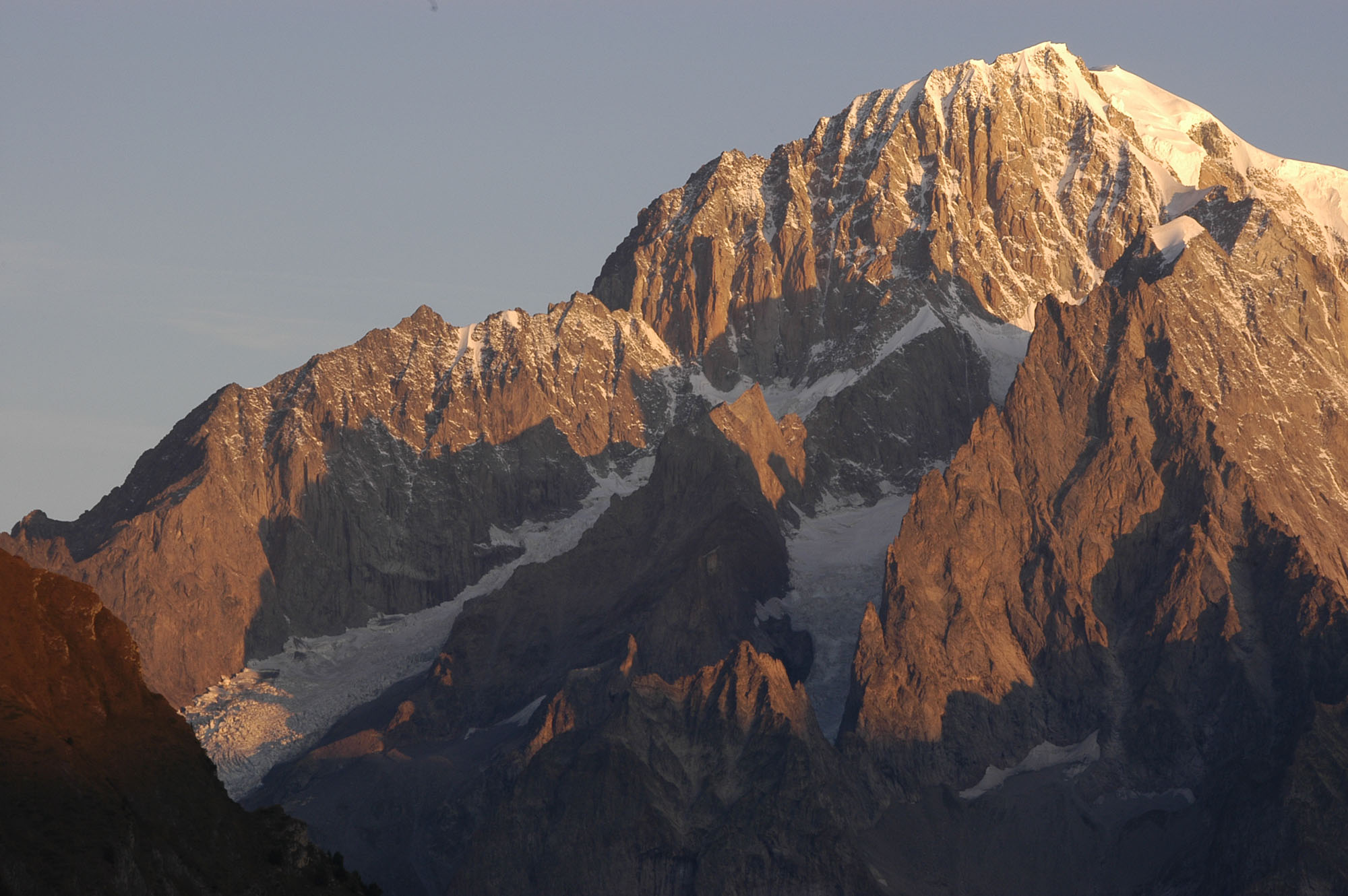
Da esquerda para a direita, os sucessivos picos da linha de horizonte do fundo são: a ponta Baretti (4013 m), o monte Brouillard (4069 m), o Pico Luigi Amedeo (4460 m), o monte Branco de Courmayeur (4680 m) e o Monte Branco (4810 m), do qual só se vê o topo.

| Name                         | Altitude (metros) |
| ---------------------------- | ----------------- |
| Monte Branco *               | 4810,45           |
| Monte Branco de Courmayeur   | 4748              |
| Monte Maudit *               | 4465              |
| Pico Luigi Amedeo            | 4460              |
| Dôme du Goûter *             | 4304              |
| Monte Branco de Tacul *      | 4248              |
| Grandes Jorasses *           | 4208              |
| Aiguille Verte *             | 4122              |
| Aiguille Blanche de Peuterey | 4112              |
| Aiguille de Bionnassay       | 4066              |
| Dent du Géant *              | 4013              |
| Les Droites                  | 4000              |
| Aiguille du Midi *           | 3843              |
| Les Drus *                   | 3754              |
| Dômes de Miage               | 3688              |
| Aiguille du Plan *           | 3673              |

## Situação
Com uma extensão de não mais de 450 km², é bastante homogéneo na medida em que poucos vales entrecortam o relevo, como acontece com o Vale Veny em Courmayeur do lado italiano.
Normalmente divide-se o maciço em várias zonas:
- os cumes do Cúpula de Miage e Aiguille de Tré-la-Tête;
- o grupo central que compreende o cume do Monte Branco;
- a Aiguille Verte e Les Drus;
- as Aiguilles de Chamonix, desde a Aiguille du Midi até à Aiguille des Grands Charmoz;
- as Grandes Jorasses ;
- o grupo da Aiguille de Argentière.

## Montanhismo
Verdadeiro paraíso para os alpinista e os esquiadores, e isto tanto de Verão como de Inverno, estes desportos são uma fonte de receitas importantes para as vilas e cidades da região. Em menos de 50 anos Chamonix passou de 80% agrícola a 80% turística.

## Estações de desporto de Inverno
- França
  - Argentière
  - Chamonix
  - Les Houches
- Itália
  - Courmayeur
- Suíça
  - Passe de la Forclaz, comuna de Trient
  - Champex-Lac, comuna d'Orsières

## SOIUSA
A Subdivisão Orográfica Internacional Unificada do Sistema Alpino (SOIUSA) criada em 2005, dividiu os Alpes em duas grandes partes:Alpes Ocidentais e Alpes Orientais, separados pela linha formada pelo  Rio Reno - Passo de Spluga - Lago de Como - Lago de Lecco.

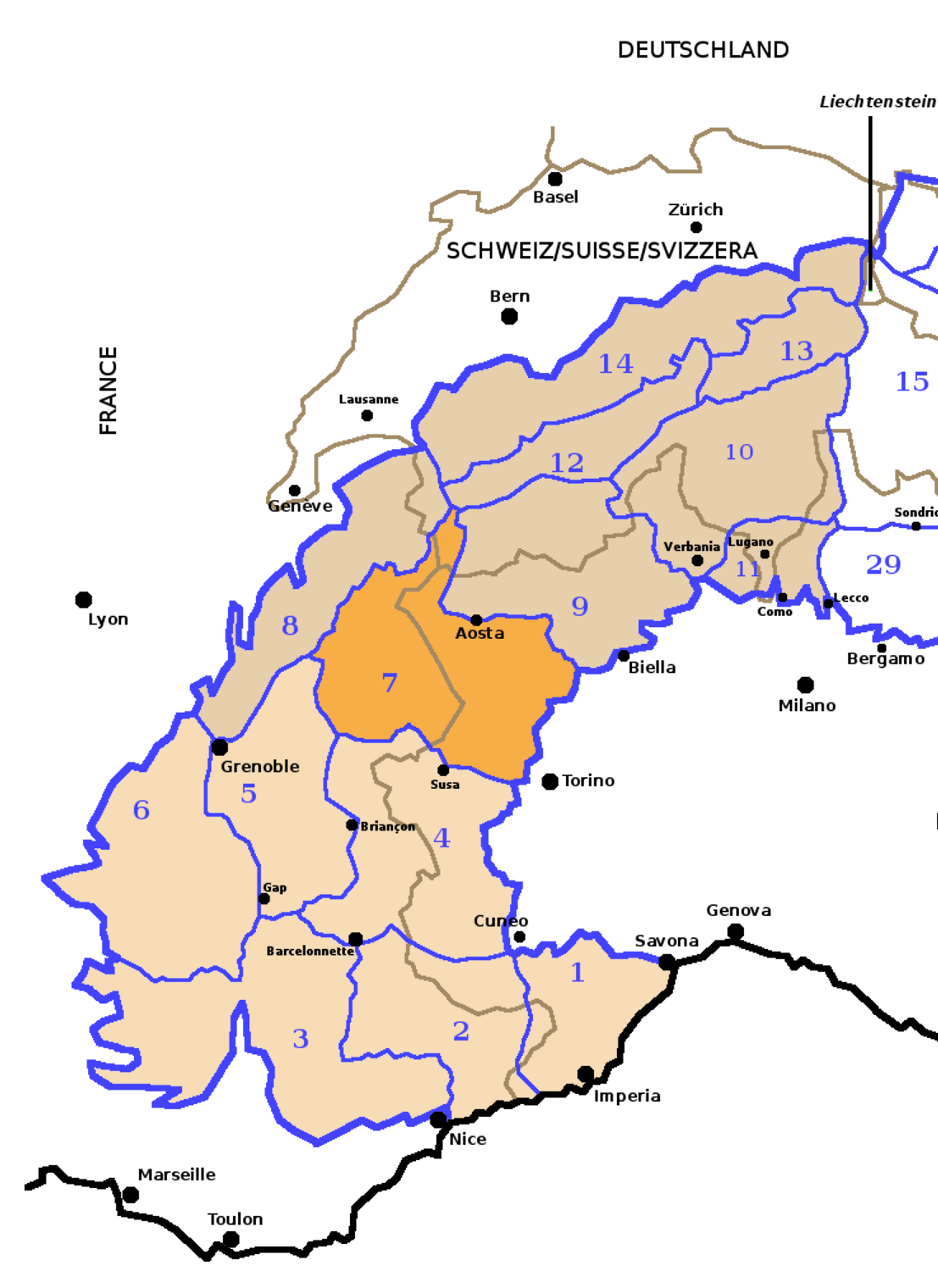
Zona de localização 7

Os Alpes de Lanzo e da Alta Maurienne, Alpes da Vanoise e do Grande Arc, Alpes da Grande Sassière e do Rutor, Alpes do Grand Paradis, Alpes do Monte Branco, e Alpes do Beaufortain formam os Alpes Graios.

### Classificação  SOIUSA
Segundo a SOIUSA este acidente orográfico chama-se  Alpes do Monte Branco e é uma Sub-secção alpina  com a seguinte classificação:
- Parte = Alpes Ocidentais
- Grande sector alpino = Alpes Ocidentais-Norte
- Secção alpina = Alpes Graios
- Sub-secção alpina = Alpes do Monte Branco
- Código = I/B-7.V